# Agelasida
De Agelasida vormen een orde binnen de klasse der Demospongiae (gewone sponzen). Deze orde bevat circa 500 soorten, verdeeld over 20 families volgens Hooper en van Soest.

## Families
Deze indeling is volgens Hooper en van Soest en is niet beschreven in <WoRMS> en <ITIS>.
- Agelasidae
- Aphrosalpingidae
- Astroscleridae
- Auriculospongiidae
- Catenispongiidae
- Exotubispongiidae
- Girtyocoeliidae
- Glomocystospongiidae
- Guadalupiidae
- Intrasporeocoeliidae
- Maeandrostiidae
- Olangocoeliidae
- Pharetrospongiidae
- Preperonidellidae
- Sebargasiidae
- Sestrostomellidae
- Sphaeropontiidae
- Stellispongiellidae
- Thaumastocoeliidae
- Virgolidae

## Indeling volgens <WoRMS>
- Agelasidae Verrill, 1907
- Astroscleridae Lister, 1900
- Hymerhabdiidae Morrow, Picton, Erpenbeck, Boury-Esnault, Maggs & Allcock, 2012